# Unidad geocronológica
Las unidades geocronológicas son divisiones de tiempo utilizadas en geología histórica para formar la escala temporal geológica. Estas unidades tienen como unidad básica la edad y se agrupan, en orden creciente de duración, en épocas, períodos, eras y eones.

## Principios básicos
Las unidades geocronológicas son unidades de un tiempo muy extenso, extenso hasta el punto de no haber podido ser experimentado directamente no solo por ningún científico sino ni tan siquiera por ningún ser humano. Al ser unidades de tiempo son intangibles, pero eso no impide que, por inferencia a partir de datos tangibles, se pueda llegar no solo a la conclusión de su existencia sino también a la medición fiable del tiempo que duraron. Los datos tangibles a partir de los cuales se infieren las unidades geocronológicas son, esencialmente, los que se encuentran en las rocas sedimentarias de la corteza terrestre, acumuladas y transformadas a lo largo del tiempo geológico. Las rocas, por una serie de principios y leyes, como por ejemplo el principio de la superposición de estratos, han permitido a los geólogos el establecimiento de las unidades cronoestratigráficas globales (pisos, series, sistemas, eratemas y eonotemas), y son la justificación material (el registro geológico, tangible) del paso del tiempo, de los eventos paleobiológicos y geológicos de la historia de la Tierra. Con estas unidades cronoestratigráficas, la geología divide la totalidad de los cuerpos de roca de la Tierra, ordenados según su orden de formación, sin solapamientos ni lagunas. Cada una de estas unidades cronoestratigráficas se corresponde una a una con las unidades geocronológicas equivalentes, pues cada unidad geocronológica representa el tiempo en el que se formaron las rocas pertenecientes a cada unidad cronoestratigráfica. Así, el tiempo de formación de un piso es una edad, el de una serie es una época, el de un sistema es un período, el de un eratema es una era y el de un eonotema es un eón.
Los límites de las unidades cronoestratigráficas (en los que se basan por convenio los de las unidades geocronológicas) se establecen según características y eventos paleobiológicos y geológicos, como cambios de los grupos de organismos predominantes, extinciones masivas, cambios climáticos y fases orogénicas, entre otros. Pero conocer el orden de acumulación de los depósitos de las rocas, es decir los depósitos con los que se nombran las unidades geocronológicas, no permite conocer ni la antigüedad de dichos depósitos ni la antigüedad por tanto de las unidades geocronológicas establecidas. En la actualidad la geología pretende datar, de manera fiable, la antigüedad y la duración de cada unidad, es decir, cuándo empieza, cuándo termina, y qué duración y antigüedad tiene en el tiempo, todo ello expresado ya sea en miles, en cientos de miles, en millones o incluso en miles de millones de años. Pero para ello fue necesario poner a punto toda una serie de métodos de datación, implicando cada uno de ellos un mayor o menor grado de complejidad. En la historia de las ciencias, los primeros métodos de datación en ser puestos a punto para evaluar vastos períodos de tiempo geológico son hoy en día llamados «relativos» porque solo pueden establecer relaciones de anterioridad o posterioridad de los sucesos o de las muestras analizados. Estas relaciones de anterioridad o de posterioridad son llamadas, en latín, terminus ante quem y terminus post quem.
Las técnicas de datación relativas no pueden, por tanto, determinar una edad absoluta, sino solo la edad relativa, por ejemplo, que los fósiles de faunas y floras encontrados en los estratos pérmicos son anteriores a los fósiles de faunas y floras encontrados en los triásicos. El cálculo de la antigüedad real de estratos, rocas y fósiles, aunque siempre con un cierto margen de error admitido, no pudo ser posible hasta la puesta a punto, a finales del siglo XIX, de las técnicas de datación «absolutas». Se las llama así porque utilizan un referente absoluto cuyo comportamiento es constante en el tiempo desde el momento mismo en que se formó la muestra de roca analizada. En general, el referente absoluto utilizado para la medición del lapso de tiempo transcurrido es la constante de desintegración en el tiempo de algún isótopo radiactivo, dependiendo de la composición de la roca analizada. Aunque existen métodos de datación absoluta no necesariamente basados en la desintegración de radioisótopos (como la datación por termoluminiscencia), la llegada en el siglo XIX (y posterior perfeccionamiento desde el siglo XX) de estos métodos ha podido precisar los límites temporales de unidades geocronológicas en valores absolutos, es decir, valores de tiempo concretos expresados en lapsos de tiempo que van desde hace unas pocas decenas de años hasta millones o incluso miles de millones de años. Una unidad geocronológica se corresponde entonces, también por convenio, con una unidad geocronométrica. La disciplina que estudia las unidades geocronológicas es la geocronología.

## Divisiones
En orden decreciente de jerarquía las unidades son las siguientes:
| Correspondencia entre unidades geocronológicas y unidades cronoestratigráficas |                                                 |
| Unidades geocronológicas (tiempo)                                              | Unidades cronoestratigráficas (cuerpos de roca) |
| Eón                                                                            | Eonotema                                        |
| Era                                                                            | Eratema                                         |
| Período                                                                        | Sistema                                         |
| Época                                                                          | Serie                                           |
| Edad                                                                           | Piso                                            |
| Cron                                                                           | Cronozona                                       |

## Historia
La diferenciación entre unidades basadas en cuerpos de roca (cronoestratigráficas) y las referidas al tiempo en que se formaron (geocronológicas) procede de 1880, por decisión del II Congreso Geológico Mundial, con el fin de unificar y aclarar la dispersión de los términos y conceptos relativos a sucesiones de estratos y las relativas al tiempo cronológico usados en diferentes países o escuelas.
Desde 1974 el establecimiento de las unidades geocronológicas y cronoestratigráficas globales se realiza por la Comisión Internacional de Estratigrafía de la Unión Internacional de Ciencias Geológicas y los cambios, tras algunos años de estudios y deliberaciones por subcomisiones específicas, han de ser ratificados en congresos mundiales.